# Manesar
Manesar est une ville nouvelle d'Inde située en banlieue sud-ouest de Delhi et de Gurgaon. Elle est centrée sur une zone d’activité de grande superficie.